# 변호사들
《변호사들》은 2005년 7월 4일부터 2005년 8월 23일까지 방송되었던 MBC 월화 드라마로 변호사를 소재로 방송했다.
한편, 이 작품은 전문성 갖춘 스릴러 드라마라는 가능성을 제시했지만 여성 인물들을 종속적이고 수동적으로만 그렸다는 비판을 받아
 방송 내내 한자릿수 시청률에서 벗어나지 못했다.

## 등장 인물

### 주요 인물
- 정혜영 : 김주희 역
- 김상경 : 서정호 역
- 김성수 : 윤석기(알렉스) 역
- 한고은 : 양하영 역

### 법무법인 송현 가족들
- 추상미 : 송이령 역
- 이휘재 : 이재서 역
- 정하나 : 오유리 역
- 이동훈 : 장기순 역
- 김병기 : 고영중 역
- 정정아 : 은혜 역
- 박그리나 : 민지 역

### 윤석기 관련 인물들
- 도성민(제롬) : 타미 역
- 박영지 : 홍인기 역
- 박남현 : 권혁중 역
- 황보라 : 신지나 역

### 그 외 주요 인물
- 신소미 : 차혜수 역. 정호의 아내
- 임정은 : 김세희 역. 주희의 동생
- 명로진 : 김호식 역
- 박남현
- 최민
- 최은석

### 우정출연
- 최여진 : 데보라 홍 역

### 특별출연
- 최인제 : 뉴스 앵커 역